# 모리온

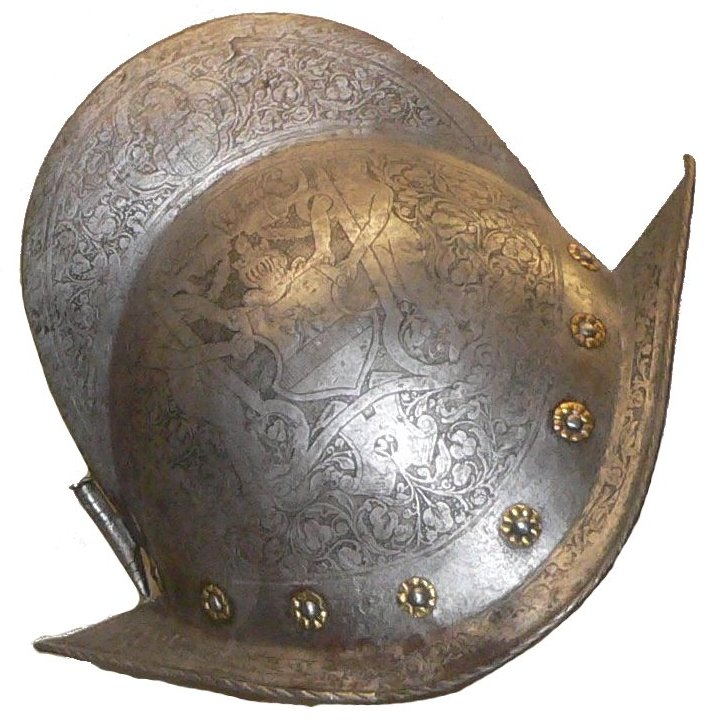
모리온

모리온(Morion)은 16세기부터 17세기 초까지 중세 서유럽에서 쓰이던 투구의 종류이다. 보통 차양이 앞뒤에서 젖혀 올라가고, 볏 모양으로 앞세우기가 달려 있는 형태를 하고 있다. 모리온 하면 흔히들 스페인 정복자 내지는 스위스 근위대를 연상하는데, 사실 서유럽 국가들 사이에서는 보병의 장비 가운데 하나로 매우 흔한 것이었다. 생산 비용이 저렴했던 까닭에 유럽 전국에 널리 퍼져 대량생산할 수 있었으며, 간혹 장교들이나 직책 높은 근위병들이 자신의 부와 신분을 드러내고자 자신들이 쓰는 모리온을 정교하게 장식하는 경우도 있었다.

## 같이 보기
- 샐릿